# Maurice Harvey
Maurice Harvey – brytyjski kierowca wyścigowy.

## Kariera
W wyścigach samochodowych Harvey startował głównie w wyścigach samochodów sportowych. W latach 1928, 1931 Brytyjczyk pojawiał się w stawce 24-godzinnego wyścigu Le Mans. W pierwszym sezonie startów odniósł zwycięstwo w klasie 1.5, a w klasyfikacji generalnej uplasował się na szóstej pozycji. Trzy lata później powtórzył ten sukces, plasując się jednocześnie na piątym miejscu w końcowej klasyfikacji kierowców.